# Filipijnen op de Olympische Zomerspelen 1992
De Filipijnen namen op de Olympische Zomerspelen van 1992, gehouden in Barcelona, Spanje, deel met 26 atleten. Het land debuteerde op de Zomerspelen in 1924 en deed ditmaal voor de 15e keer mee. De bokser Roel Velasco won een bronzen medaille en daarmee eindigde het land op de 54e plaats in het medaillekassement.

## Medailleoverzicht
| Sport  | Olympiër(s)  | Discipline | Medaille |
| ------ | ------------ | ---------- | -------- |
| Boksen | Roel Velasco | -48kg (m)  | Brons    |

## Deelnemers en resultaten

### Atletiek
| Olympiër        | Discipline               | Resultaat | Prestatie                                 |
| --------------- | ------------------------ | --------- | ----------------------------------------- |
| Hector Begeo    | 3000m steeplechase (m)   | 32e       | serie 2: 11de in 9.14,48                  |
| Herman Suizo    | marathon (m)             | 52e       | 2:25.18                                   |
| Edward Lasquete | polsstokhoogspringen (m) | 28e       | kwalificatie groep B: 14de met 5,00m (NR) |

### Boksen
| Olympiër        | Discipline  | Resultaat | Prestatie |
| --------------- | ----------- | --------- | --- |
| Roel Velasco    | -48kg (m)   | Brons     | 1ste ronde: W van KEN Wanene: 16-1 2de ronde: W van IND Prasad: 15-6 kwartfinale: W van GBR Williams: 7-6 halve finale: V van CUB Marcelo: scheidsrechterlijke beslissing |
| Isidro Vicera   | -51kg (m)   | 9e        | 1ste ronde: W van TCH Vagasky: 17-0 2de ronde: V van DOM Avila: 5-17 |
| Roberto Jalnaiz | -54kg (m)   | 5e        | 1ste ronde: W van DOM Castillo: scheidsrechterlijke beslissing 2de ronde: W van FRA Wartelle: scheidsrechterlijke beslissing kwartfinale: V van CUB Casamayor: knock-out  |
| Charlie Baleña  | -57kg (m)   | 17e       | 1ste ronde: V van FRA Lifa: 12-20 |
| Ronald Chavez   | -60kg (m)   | 5e        | 1ste ronde: W van EGY Rizk: 18-10 2de ronde: W van CAN Irwin: 8-1 kwartfinale: V van KOR Hong: knock-out                                                                  |
| Arlo Chavez     | -63,5kg (m) | 9e        | 1ste ronde: W van NGR Mozez: 12-6 2de ronde: V van ROU Doroftei: 1-15 |

### Judo
| Olympiër    | Discipline | Resultaat | Prestatie |
| ----------- | ---------- | --------- | --------- |
| Jerry Dino  | -60kg (m)  | 35e       |           |
| John Baylon | -78kg (m)  | 22e       |           |

### Paardensport
| Olympiër         | Discipline                 | Resultaat | Prestatie                         |
| ---------------- | -------------------------- | --------- | --------------------------------- |
| Denise Cojuangco | springconcours individueel | 77e       | kwalificatie: 77ste met 36 punten |

### Schermen
| Olympiër      | Discipline | Resultaat | Prestatie                                 |
| ------------- | ---------- | --------- | ----------------------------------------- |
| Walter Torres | floret (m) | 53e       | 1ste ronde groep 1: 6de met 1 overwinning |

### Schietsport
| Olympiër           | Discipline          | Resultaat | Prestatie                                              |
| ------------------ | ------------------- | --------- | ------------------------------------------------------ |
| Emerito Concepcion | 10m luchtgeweer (m) | 41e       | kwalificatie: 41ste met 573 punten (97-96-92-96-98-94) |
|                    |                     |           |                                                        |
| Jaime Recio        | trap                | 49e       | kwalificatie: 49ste met 133 punten (22-22-21-21-24-23) |

### Wielersport
| Olympiër           | Discipline       | Resultaat | Prestatie      |
| Weg                | Weg              | Weg       | Weg            |
| ------------------ | ---------------- | --------- | -------------- |
| Norberto Oconer    | wegwedstrijd (m) | DNF       | niet gefinisht |
| Domingo Villanueva | wegwedstrijd (m) | DNF       | niet gefinisht |

### Zeilen
| Olympiër                                         | Discipline        | Resultaat | Prestatie                                   |
| ------------------------------------------------ | ----------------- | --------- | ------------------------------------------- |
| Richard Paz                                      | Lechner A-390 (m) | 31e       | 294 punten: (28-33-24-21-23-29-22-30-35-30) |
|                                                  |                   |           |                                             |
| Mario Almario Teodorico Asejo Juan Miguel Torres | soling            | 24e       | 143 punten: (24-24-21-24-23-21)             |

### Zwemmen
| Olympiër                                                      | Discipline            | Resultaat | Prestatie                     |
| ------------------------------------------------------------- | --------------------- | --------- | ----------------------------- |
| Joseph Eric Buhain                                            | 100m schoolslag (m)   | 30e       | serie 5: 8ste in 1.04,28      |
| Joseph Eric Buhain                                            | 100m vlinderslag (m)  | 36e       | serie 4: 2de in 56,19         |
| Joseph Eric Buhain                                            | 200m wisselslag (m)   | 38e       | serie 4: 6de in 2.09,33       |
| Patrick Concepcion                                            | 100m schoolslag (m)   | 35e       | serie 3: 2de in 1.05,16       |
| Patrick Concepcion                                            | 200m schoolslag (m)   | 28e       | serie 3: 2de in 2.20,33       |
| Leo Najera                                                    | 100m rugslag (m)      | 44e       | serie 2: 5de in 59,92         |
| Leo Najera                                                    | 100m vlinderslag (m)  | 54e       | serie 3: 7de in 58,50         |
| Raymond Papa                                                  | 100m rugslag (m)      | 43e       | serie 2: 4de in 59,58         |
| Raymond Papa                                                  | 200m rugslag (m)      | DSQ       | serie 1: gediskwalificeerd    |
| Joseph Eric Buhain Patrick Concepcion Leo Najera Raymond Papa | 4x100m wisselslag (m) | 18e       | serie 3: 7de in 3.53,64 (NR)  |
|                                                               |                       |           |                               |
| Akiko Thomson                                                 | 100m vrije slag (v)   | 34e       | serie 2: 2de in 59,02         |
| Akiko Thomson                                                 | 200m vrije slag (v)   | 29e       | serie 1: 1ste in 2.07,95      |
| Akiko Thomson                                                 | 100m rugslag (v)      | 18e       | serie 3: 1ste in 1.04,32 (NR) |
| Akiko Thomson                                                 | 200m rugslag (v)      | 19e       | serie 2: 1ste in 2.16,44      |

Albanië · Algerije · Amerikaanse Maagdeneilanden · Amerikaans-Samoa · Andorra · Angola · Antigua en Barbuda · Argentinië · Aruba · Australië · Bahama's · Bahrein · Bangladesh · Barbados · België · Belize · Benin · Bermuda · Bhutan · Bolivia · Bosnië en Herzegovina · Botswana · Brazilië · Britse Maagdeneilanden · Bulgarije · Burkina Faso · Canada · Centraal-Afrikaanse Republiek · Chili · China · Chinees Taipei · Colombia · Congo-Brazzaville · Cookeilanden · Costa Rica · Cuba · Cyprus · Denemarken · Djibouti · Dominicaanse Republiek · Duitsland · Ecuador · Egypte · El Salvador · Equatoriaal-Guinea · Estland · Ethiopië · Fiji · Filipijnen · Finland · Frankrijk · Gabon · Gambia · Gezamenlijk team · Ghana · Grenada · Griekenland · Groot-Brittannië · Guam · Guatemala · Guinee · Guyana · Haïti · Honduras · Hongarije · Hongkong · Ierland · IJsland · India · Indonesië · Irak · Iran · Israël · Italië · Ivoorkust · Jamaica · Japan · Jemen · Jordanië · Kaaimaneilanden · Kameroen · Kenia · Koeweit · Kroatië · Laos · Lesotho · Letland · Libanon · Libië · Liechtenstein · Litouwen · Luxemburg · Madagaskar · Malawi · Malediven · Maleisië · Mali · Malta · Marokko · Mauritanië · Mauritius · Mexico · Monaco · Mongolië · Mozambique · Myanmar · Namibië · Nederland · Nederlandse Antillen · Nepal · Nicaragua · Nieuw-Zeeland · Niger · Nigeria · Noord-Korea · Noorwegen · Oeganda · Oman · Oostenrijk · Pakistan · Panama · Papoea-Nieuw-Guinea · Paraguay · Peru · Polen · Portugal · Puerto Rico · Qatar · Roemenië · Rwanda · Saint Vincent‑Grenadines · Salomonseilanden · Samoa · San Marino · Saoedi-Arabië · Senegal · Seychellen · Sierra Leone · Singapore · Slovenië · Soedan · Spanje · Sri Lanka · Suriname · Swaziland · Syrië · Tanzania · Thailand · Togo · Tonga · Trinidad en Tobago · Tsjaad · Tsjecho-Slowakije · Tunesië · Turkije · Uruguay · Vanuatu · Venezuela · Verenigde Arabische Emiraten · Verenigde Staten · Vietnam · Zaïre · Zambia · Zimbabwe · Zuid-Afrika · Zuid-Korea · Zweden · Zwitserland · Onafhankelijke olympische deelnemers